# EN 10219

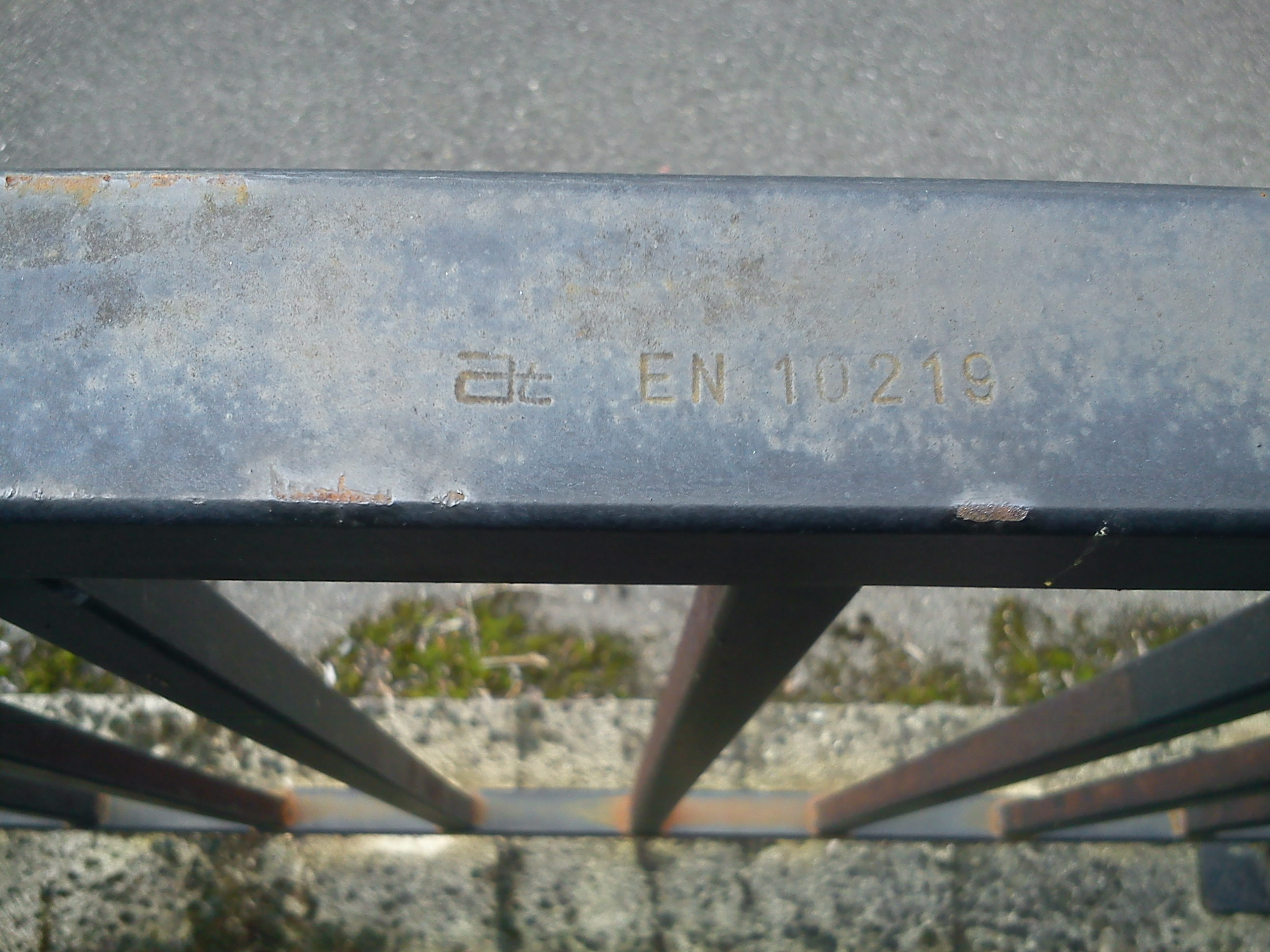
Une barre métallique portant la mention « EN 10219 ».

La norme EN 10219 est une série de normes européennes (EN) adoptée en France (NF) relative aux tubes et produits tubulaires en acier.
Elle est intitulée : Profils creux de construction soudés, formés à froid en aciers.
Elle a été rédigée pour la première fois le 1er août 2006.

## Spécifications
Cette norme spécifie les tolérances, dimensions, caractéristiques de profil et conditions techniques d'assemblage des profils creux soudés formés à froid, circulaires, carrés ou rectangulaires et s'applique aux profils creux de construction formés à froid sans traitement thermique ultérieur. 
L'acier qui doit être utilisé est spécifié dans la norme NF EN 10025.